# Ravnohrib
Ravnohrib je priimek več znanih Slovencev:
- Pavle Ravnohrib (*1956), igralec